# Cephalotes complanatus
Cephalotes complanatus är en myrart som först beskrevs av Guérin-Méneville 1844.  Cephalotes complanatus ingår i släktet Cephalotes och familjen myror. Inga underarter finns listade.